# Thr!!!er
Thr!!!er è il quinto album discografico del gruppo musicale statunitense !!!, pubblicato nel 2013.

## Tracce
1. Even When the Water's Cold – 3:48
2. Get That Rhythm Right – 5:06
3. One Girl / One Boy – 4:04
4. Fine Fine Fine – 3:54
5. Slyd – 4:15
6. Californiyeah – 4:34
7. Except Death – 4:37
8. Careful – 5:37
9. Station (Meet Me at The) – 3:55